# ملالوکا نقره‌ای
ملالوکا نقره‌ای (نام علمی: Melaleuca dealbata) نام یک گونه از سرده پوست‌کاغذی است.